# Postoloprtský mlýn

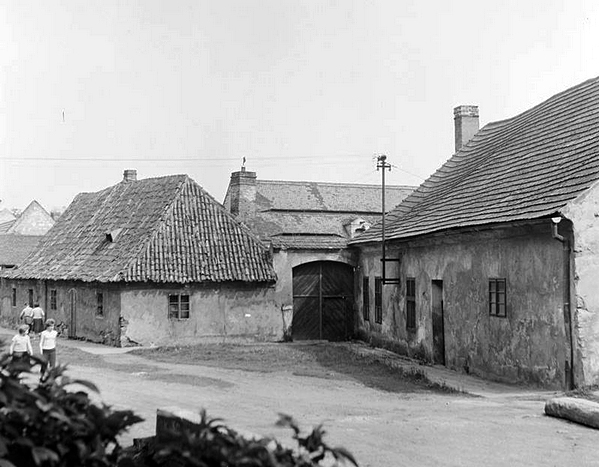
Byv. Postoloprtský mlýn, vodní mlýn na potoce Chomutovka.

Postoloprtský mlýn v Postoloprtech v okrese Louny je vodní mlýn, který stál na potoce Chomutovka. V letech 1958–1989 byl chráněn jako nemovitá kulturní památka České republiky.

## Historie
Mlýn je dokumentován v roce 1776. Z původně několika budov mlýna zůstala pouze přední budova šikmo situovaná k ose ulice. Přízemní stavba z opukových kvádříků i lomového kamene měla jednoduché fasády. V interiéru byla vpředu mlýnice se zbytky zařízení. V roce 1989 byl památkovým ústavem konstatován havarijní stav této budovy. Počátkem 90. let 20. století byl mlýn zbořen.

## Popis
Voda na vodní kolo vedla náhonem. V roce 1930 měl mlýn 1 kolo na svrchní vodu (hltnost 0,2 m³/s, spád 3 m, výkon 4,64 HP). Do roku 1989 bylo zachováno téměř kompletní české složení.